# Бад Огден
Карлос «Бад» Огден (молодший) (англ. Carlos C. "Bud" Ogden, Jr., нар. 29 грудня 1946, Сан-Луїс-Обіспо, Каліфорнія, США) — американський професіональний баскетболіст, що грав на позиції легкого форварда за команду НБА «Філадельфія Севенті-Сіксерс».

## Ігрова кар'єра
На університетському рівні грав за команду Санта Клара (1966–1969). Встановив рекорд результативності університету, набравши 55 очок в матчі проти Пеппердін. На третьому курсі включався до Другої збірної NCAA.
1969 року був обраний у першому раунді драфту НБА під загальним 13-м номером командою «Філадельфія Севенті-Сіксерс». Професійну кар'єру розпочав 1969 року виступами за тих же «Філадельфія Севенті-Сіксерс», захищав кольори команди з Філадельфії протягом 2 сезонів, після чого був відрахований з команди. Спортивну кар'єру вирішив не продовжувати.